# صالح عبد الرحمن يحيى المفلحي
صالح عبد الرحمن يحيى المفلحي هو شاعر يمني. ولد عام 1933 في المكلا. تلقى تعليمه الأولي في حصن الشيبة بالمكلا، ثم انتقل إلى المعهد الديني. عمل موظفاً للبنك الأهلي التجاري في السعودية عام 1952، وعمل كذلك ضابط الوحدات بالمدرسة الحربية عام 1956، وفي 1969 عمل بمستشفى الشهيد، وعمل سكرتيراً في الطب الوقائي. عضو في اتحاد الأدباء والكتاب اليمنيين. صدر له في 1970 ديوان بعنوان «خواطر في أنغام». تعددت أشعاره بين العاطفي والوطني والرمزي والاجتماعي والإنساني.